# Liste de jeux vidéo Terminator
Les jeux vidéo Terminator forment une série de jeux vidéo s'inscrivant dans des genres divers. Tout d'abord adaptés du film Terminator, ces jeux ont été ensuite adaptés des différents suites du film original ou ont proposé des scénarios originaux.